# Megacera vittata
Megacera vittata är en skalbaggsart som beskrevs av Audinet-serville 1835. Megacera vittata ingår i släktet Megacera och familjen långhorningar. Inga underarter finns listade i Catalogue of Life.